# Воля-Довголуцька
Воля-Довголуцька — село в Україні, у Грабовецько-Дулібівській сільській громаді, Стрийського району Львівської області. Населення становить 497 осіб.

## Політика

### Парламентські вибори, 2019
На позачергових парламентських виборах 2019 року у селі функціонувала окрема виборча дільниця № 461451, розташована у приміщенні будинку культури.
Результати
- зареєстровано 304 виборці, явка 68,09%, найбільше голосів віддано за «Європейську Солідарність» — 23,67%, за «Слугу народу» — 18,84%, за Всеукраїнське об'єднання «Батьківщина» — 17,87%.[1] В одномандатному окрузі найбільше голосів отримав Андрій Кіт (самовисування) — 36,71%, за Євгенія Гірника (самовисування) — 21,26%, за Олега Канівця (Громадянська позиція) — 13,04%[2].

## Чудотворна Ікона

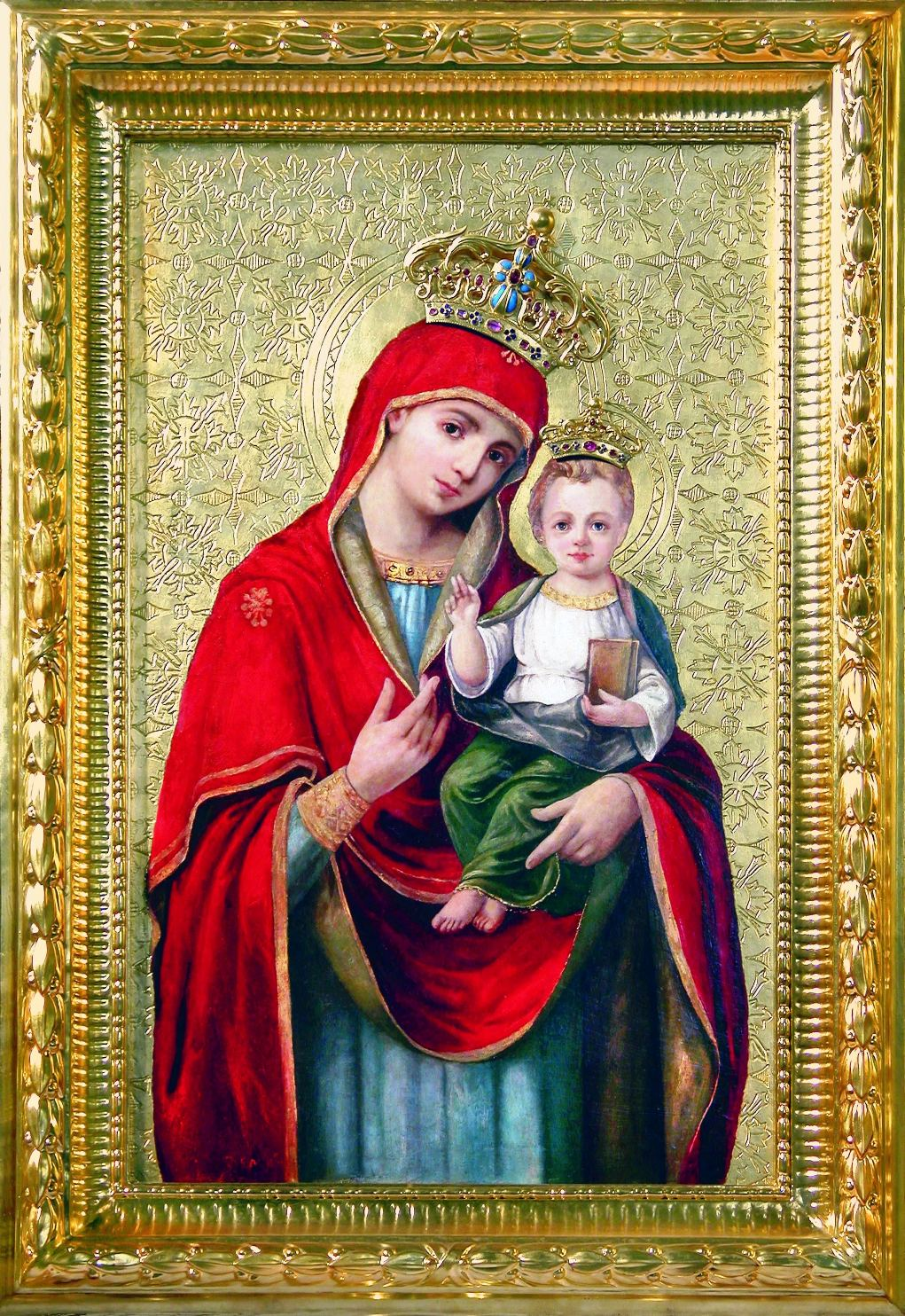
Чудотворна ікона Пресвятої Богородиці с.Воля-Довголуцька

В храмі Різдва Пресвятої Богородиці с. Воля-Довголуцька перебуває Чудотворна ікона Пресвятої Богородиці.
Історія Воле-Довголуцької Чудотворної ікони розпочинається в XVIII ст, коли одного разу два мешканці повертаючись до села, побачили видіння – Божу Матір з дитятком на руках у великому сяйві. Місцевий священник порадив їм звернутися до маляра і так була написана ікона, яку урочисто помістили в храмі. За посередництвом ікони почали відбуватися чуда.
До Волі-Довголуцької приходили прочани. У 1902 р. одну з прощ відвідав митрополит Андрей Шептицький. Після радянського комуністичного режиму, з 1998 р. прощі відновилися і відбуваються щороку в неділю після Різдва Пресвятої Богородиці.
У червні 2001 р., перебуваючи у Львові, папа Іван Павло II благословив корони для Воле-Довголуцької чудотворної ікони. Коронація відбулася 23 вересня 2001 р.; її здійснив владика Юліян Ґбур, єпарх Стрийський.
Воля-Довголуцька є єпархіальним відпустовим місцем Стрийської єпархії, куди щороку приходять тисячі прочан.

## Персоналії
Від 1921 р. в селі проживав, працював український поет, військовий, політичний і громадський діяч, кооператор Луцький Остап Михайлович.

### Народилися
- Александр Знамєцький[pl] (1884–1964) — польський альпініст, банкір за фахом.